# Castello di Tutino
Il castello di Tutino, più correttamente castello dei Trane, è situato a Tutino, rione del comune di Tricase in provincia di Lecce.

## Descrizione
Il castello è tra i pochi nel Salento a conservare ancora parte del fossato originario. Edificato nel XV secolo, costituì nei secoli un rifugio sicuro per gli abitanti del casale di Tutino. Le sue possenti mura, alte 6-7 metri e spesse 1,40 metri, sono realizzate in pietrame e bolo e presentano la parte inferiore scarpata. Delle numerose torri poste lungo il circuito murario, ne rimangono solo cinque, alcune con base a scarpa, collegate sulla sommità da un cammino di ronda visibile ancora in alcuni tratti. Verso la fine del XVI secolo, divenuto obsoleto rispetto ai dettami dell'architettura militare dell'epoca, il castello fu ceduto dal conte di Alessano Andrea Gonzaga a don Luigi Trani. Quest'ultimo ne ampliò e trasformò la struttura per farne una dimora signorile. Sul lato orientale, il fossato lasciò il posto a un'elegante facciata rinascimentale articolata su due livelli con un severo portale sormontato dallo stemma nobiliare: un drago alato e rivoltato, mirante una stella di 8 raggi e sostenente con la branca destra una testa di toro e con quella sinistra un libro. Lungo la facciata un registro con un'epigrafe in latino ne ricorda la costruzione avvenuta nel 1580. Ognuna delle finestre della facciata riporta nella decorazione dell'architrave un motto in lingua latina.
Divenuto successivamente di proprietà della famiglia Gallone, ultimi baroni di Tutino, passò poi nelle mani della famiglia Caputo che ne destinò gli ambienti alla lavorazione del tabacco fino agli anni sessanta del secolo scorso.